# Delegace pro přijetí mezinárodního jazyka
| Esperanto |  |
| |  |
| Jazyk |  |
| |  |
| - Akademie esperanta - Gramatika - Slovníky - Esperantologie - Abeceda - Číslovky - Fundamento - lernu! - Letní škola esperanta                                                                             |  |
| |  |
| Organizace |  |
| |  |
| - UEA - TEJO - E@I - EEU - SAT - Český esperantský svaz - Česká esperantská mládež - Esperantské kluby - Katolíci                                                                                           |  |
| |  |
| Dějiny |  |
| |  |
| - Ludvík Lazar Zamenhof - Časová osa - Buloňská deklarace - Ido-schizma - Krize ata/ita - Neutrální Moresnet - Interhelpo - Pražský manifest - Bona Espero - Esperantské město                              |  |
| |  |
| Kultura |  |
| |  |
| - Esperantská setkání - Pasporta Servo - Hudba - Rozhlas - Finvenkismus - Homaranismus - Kabei - Politika - La Espero - Stelo - Symboly (vlajka) - UK - IJK - Esperantista - Rodilí mluvčí - Zamenhofův den |  |
| |  |
| Literatura |  |
| |  |
| - Autoři - Esperantské časopisy - Esperantské slovníky - PIV - Wikipedie - KAEST |  |
| |  |
| Úhly pohledu |  |
| |  |
| - Propedeutická hodnota - Srovnání s idem - Srovnání s interlinguou - Reformy - Odpor vůči esperantu |  |

Delegaci pro přijetí mezinárodního jazyka založili 17. ledna 1901 v Paříži francouzští profesoři Louis Couturat a Léopold Leau. Cílem Delegace byl výběr nejperspektivnějšího z tehdy již více než tří set projektů mezinárodního jazyka. Mezinárodní svaz akademií tento úkol odmítl jako nekompetentní a Delegace zvolila 18členný výbor, který se sešel v Paříži v říjnu 1907. Zasedání se mohli zúčastnit také autoři různých projektů (Spokil, Lingua Blua, Parla, Idiom Neutral aj.) a hájit je.
Závěrečná zpráva konstatovala, že jediným jazykem, který se může rychle šířit, je esperanto, ale je nutno ho „zdokonalit“ a „reformovat“. Tento reformovaný jazyk byl předložen pod názvem Ido a vytvořil ho zřejmě zejména Couturat za pomoci Louise de Beaufronta, který před komisí předtím hájil esperanto. To mezi esperantisty způsobilo velké rozhořčení, bylo také poukazováno na to, že Delegace, která ostatně neměla veřejnoprávní ráz, překročila svůj rámec, měla za úkol jen vybrat některé z existujících jazyků, ale ne reformovat.
Jazykový výbor esperanta z větší části rozhodnutí Delegace odmítl, k Idu nakonec přešlo 3-4 % esperantistů.